# Crotaphytus nebrius
Espèce
Synonymes
- Crotaphytus collaris nebrius 
Axtell & Montanucci, 1977

Statut de conservation UICN

 LC  : Préoccupation mineure
Crotaphytus nebrius est une espèce de sauriens de la famille des Crotaphytidae. 

## Répartition
Cette espèce se rencontre au Sonora au Mexique et en Arizona aux États-Unis.

## Publication originale
- Axtell & Montanucci, 1977 : Crotaphytus collaris from the eastern Sonoran Desert: description of a previously unrecognized geographic race. Natural History Miscellanea, Chicago Academy of Sciences, n. 201, p. 1-8.